# Fornix vaginal
Fornicele vaginului (sing. fornixul vaginului sau fornix vaginae) sunt porțiunile superioare ale vaginlui, care se extind în adânciturile create de porțiunea vaginală a colului uterin. Cuvântul „fornix” este denumirea latină pentru „arc”.

## Structură
Există două fornice numite:
- Fornixul posterior este adâncitura mai mare, în spatele colului uterin. Este aproape de punga recto-uterină.
- Există trei adâncituri mai mici în față și în lateral:
  - fornixul anterior este aproape de pumga vezico-uterină.
  - cele două fornice laterale.

## Stimulare sexuală
În timpul actului sexual în poziția misionarului, vârful penisului ajunge la fornixul anterior, în timp ce în poziția de intrare din spate ajunge la fornixul posterior.
Fornicele par a fi aproape de zona erogenă, cul-de-sac, care este aproape de fornixul posterior..